# Michelle Pfeiffer
Pour les articles homonymes, voir Pfeiffer.
Michelle Pfeiffer, née le 29 avril 1958 à Santa Ana, en Californie, est une actrice américaine.
Elle commence sa carrière en 1978 et s'est révélée avec ses rôles dans Grease 2 (1982) et Scarface (1983).
Elle a reçu trois nominations aux Oscars pour ses interprétations dans Les Liaisons Dangereuses (1988), Susie et les Baker Boys (1989) et Love Field (1992).
Elle a également joué dans des films ayant connu un grand succès commercial tels que Batman : Le Défi (1992), Wolf (1994), Esprits rebelles (1995), Apparences (2000), Hairspray (2007), Happy New Year (2011) et Dark Shadows (2012).
En 2017, après une longue pause, elle fait un retour remarqué dans le téléfilm The Wizard of Lies, puis elle participe au drame d'horreur Mother! et rejoint la distribution quatre étoiles réunie pour Le Crime de l'Orient-Express.
En 2018, elle intègre l'univers cinématographique Marvel en interprétant la première version de la Guêpe dans Ant-Man et la Guêpe et Ant-Man et la Guêpe : Quantumania.
Depuis 2007, elle a son étoile sur le Hollywood Walk of Fame.
Par ailleurs, l'actrice a donné la réplique à des acteurs de renommée mondiale comme Jack Nicholson, Robert De Niro, Al Pacino, Sean Connery, Michael Douglas, Michael Keaton, Daniel Day-Lewis, George Clooney, Jeff Bridges, John Travolta, Sean Penn, Harrison Ford, Mel Gibson, Michael Caine, Bruce Willis ou Robert Redford et a tourné avec des réalisateurs également de renommée mondiale : Richard Donner, John Landis, George Miller, Rob Reiner, Martin Scorsese, Brian De Palma, Garry Marshall, Tim Burton, Robert Zemeckis, Kenneth Branagh, Stephen Frears, Darren Aronofsky ou Luc Besson.

## Biographie

### Jeunesse
Michelle Marie Pfeiffer naît le 29 avril 1958 à Santa Ana, en Californie, aux (États-Unis), est la deuxième des quatre enfants de Richard Pfeiffer, installateur de chauffage et de climatisation, et de Donna Taverna, femme au foyer. Elle a un frère aîné, Rick (né en 1955), et deux sœurs cadettes, Dedee Pfeiffer (née en 1964), également actrice, et Lori (née en 1965). Sa famille a des racines multiples : allemande, irlandaise, et néerlandaise par son père, et suisse et suédoise par sa mère.
Elle passe une grande partie de son enfance à Midway City, où sa famille s'est installée. Elle fait ses études secondaires à la Fountain Valley High School (en) de Fountain Valley, où elle est plutôt bonne élève (avec une moyenne générale de B) mais se distingue aussi par les nombreuses bagarres dans lesquelles elle est impliquée en réaction aux moqueries sur sa grande taille et sa démarche. Elle sort diplômée en 1976 et va ensuite faire des études supérieures au Golden West College (en) de Huntington Beach, un collège communautaire où elle fait partie de la sororité Alpha Delta Pi, dans la perspective de devenir greffière.
Peu satisfaite par ses études, elle découvre le théâtre et s’oriente vers l’art dramatique. En 1978, elle remporte le concours de beauté du comté d'Orange et participe au concours de Miss Californie, terminant à la 6e place. Tout en suivant des cours d'art dramatique, elle commence alors à auditionner pour des rôles à la télévision.

### Débuts télévisuels et percée cinématographique (1978-1983)
Elle obtient son premier rôle dans un épisode de la série télévisée L'Île fantastique en 1978. En 1979, elle fait plusieurs apparitions dans la sitcom Delta House, puis fait ses débuts au cinéma dans Falling in Love Again (1980), The Hollywood Knights (1980), où elle a l'un des premiers rôles aux côtés de Tony Danza, et Charlie Chan and the Curse of the Dragon Queen, où elle donne la réplique à Peter Ustinov, Lee Grant et Angie Dickinson. Néanmoins, aucun de ces films n'obtient un grand succès commercial ou critique. Michelle Pfeiffer dira plus tard de ses débuts à l'écran : « J'avais besoin d'apprendre le jeu d'actrice […] En attendant, je jouais des bimbos en tirant profit de mon physique ».
Elle continue à prendre des leçons d'art dramatique à la Beverly Hills Playhouse et joue dans quelques téléfilms avant d'obtenir son premier rôle important dans Grease 2 (1982). Mais, contrairement à Grease, cette suite est un échec commercial et critique, même si Pfeiffer obtient des échos favorables pour son interprétation. Brian De Palma, qui a vu Grease 2, refuse tout d'abord d'auditionner Pfeiffer pour le rôle d'Elvira Hancock, l'épouse de Tony Montana dans Scarface (1983) mais finit par céder sur l'insistance de la production et est convaincu par son audition aux côtés d'Al Pacino. Le film est considéré comme très violent mais est un succès commercial et sa réputation ne faiblira pas avec le temps. C'est le premier pas vers la célébrité pour l'actrice.

### Révélation critique (1984-1989)

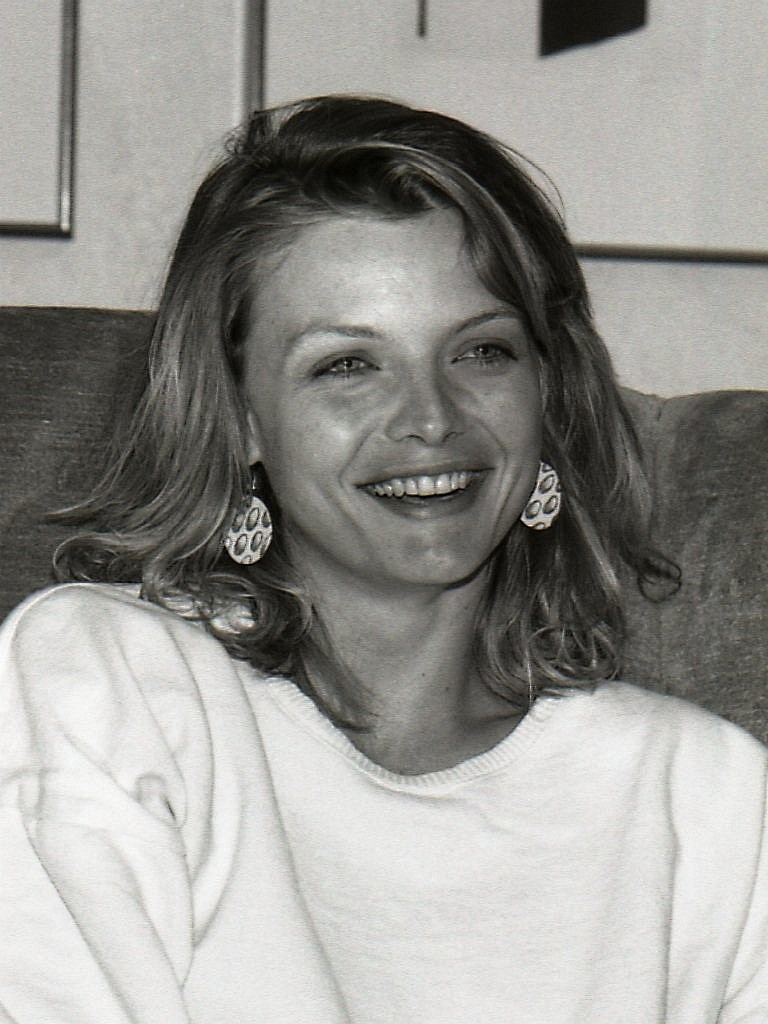
Michelle Pfeiffer en 1985.

Après Scarface, l'actrice obtient des premiers rôles dans la comédie Série noire pour une nuit blanche (1985), avec Jeff Goldblum, le film médiéval Ladyhawke (1985), où elle incarne une jeune femme victime d'une malédiction aux côtés de Rutger Hauer et Matthew Broderick, et Sweet Liberty (1986), avec Michael Caine. Ces films n'obtiennent pas un grand succès mais aident l'actrice à établir sa réputation et son premier grand succès au box-office vient avec la comédie fantastique Les Sorcières d'Eastwick (1987), où elle donne la réplique à Jack Nicholson, Cher et Susan Sarandon.
En 1988, elle interprète la veuve d'un parrain de la Mafia dans la comédie Veuve mais pas trop, de Jonathan Demme. Portant pour le film une perruque brune bouclée et adoptant l'accent de Brooklyn, elle obtient une nomination aux Golden Globes, sa première d'une série sur six années consécutives. Elle apparaît ensuite dans Tequila Sunrise (1988) aux côtés de Mel Gibson et Kurt Russell mais le film est une mauvaise expérience pour elle car elle ne s'entend pas avec le réalisateur Robert Towne. Toujours en 1988, elle joue le rôle de la vertueuse Mme de Tourvel dans Les Liaisons Dangereuses, étant engagée par Stephen Frears sur la chaude recommandation de Jonathan Demme. Son interprétation est acclamée par la critique, et elle remporte le BAFTA Award de la meilleure actrice dans un second rôle et est nommée pour l'Oscar de la meilleure actrice dans un second rôle.
En 1989, elle joue le rôle de Susie Diamond, une ancienne call-girl devenue chanteuse, dans Susie et les Baker Boys. Elle s'entraîne au chant de façon intensive pendant quatre mois et interprète toutes les chansons de son personnage dans le film. Le film n'est pas un succès au box-office mais Michelle Pfeiffer est acclamée par les critiques,. Elle remporte le Golden Globe de la meilleure actrice dans un film dramatique ainsi que les prix de la meilleure actrice de toutes les grandes associations de critiques et est donnée comme favorite pour l'Oscar de la meilleure actrice mais c'est Jessica Tandy qui remporte la statuette à la surprise générale. Elle s'essaie ensuite au théâtre en interprétant la comtesse Olivia dans la pièce La Nuit des rois de William Shakespeare.

### Confirmation (années 1990)

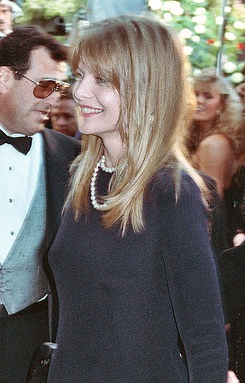
Michelle Pfeiffer à la des Oscars en mars 1990.

Elle refuse le rôle principal dans Pretty Woman (1990), qui revient à Julia Roberts, et interprète une éditrice soviétique dans La Maison Russie (1990), où elle donne la réplique à Sean Connery. Elle doit adopter pour ce rôle l'accent russe et ses efforts lui valent une troisième nomination aux Golden Globes. Elle retrouve ensuite Al Pacino dans Frankie et Johnny (1991), où elle joue le rôle d'une serveuse abîmée par la vie. Ce choix de casting est contesté car certains la trouvent trop belle pour jouer ce rôle mais son interprétation remporte une nouvelle fois l'adhésion générale. Michelle Pfeiffer affirme elle-même qu'elle a accepté ce rôle car « ce n'était pas ce que les gens attendaient d'elle ». Le rôle lui vaut sa quatrième nomination aux Golden Globes. Dans le même temps, elle décline les rôles de Clarice Starling dans Le Silence des agneaux (1991), de Louise dans Thelma et Louise (1991) et de Catherine Tramell dans Basic Instinct (1992).
En 1992, elle interprète le rôle de Catwoman dans Batman : Le Défi de Tim Burton. Elle prend pour le rôle des cours de kick boxing et apprend également à manier un fouet. Le film est un triomphe au box-office et l'actrice est une nouvelle fois encensée par la critique, notamment pour sa parfaite alchimie avec Michael Keaton. Son personnage est considéré par le magazine Empire comme l'un des plus sexy du cinéma. Sa performance est depuis considérée comme culte. Auparavant, elle a tourné dans le drame indépendant Love Field, où elle incarne une femme au foyer de 1963 fascinée par Jackie Kennedy. La sortie de ce film est repoussée pendant plus d'un an en raison des difficultés financières de la société de distribution Orion Pictures et il ne sort qu'en décembre 1992. L'actrice remporte pour ce rôle l'Ours d'argent de la meilleure actrice et est nommée pour la deuxième fois à l'Oscar de la meilleure actrice ainsi qu'aux Golden Globes pour la cinquième fois.
Elle joue ensuite dans Le Temps de l'innocence (1993), film d'époque de Martin Scorsese où elle partage la vedette avec Daniel Day-Lewis et Winona Ryder. Elle reçoit pour ce rôle le prix Elvira Notari à la Mostra de Venise 1993 et obtient sa sixième nomination aux Golden Globes. Toujours en 1993, elle reçoit le Crystal Award qui récompense les femmes ayant contribué, par l’excellence de leur travail, à accroître le rôle des femmes dans l'industrie du spectacle. Elle retrouve ensuite Jack Nicholson dans Wolf (1994), film fantastique qui obtient des critiques mitigées mais est un succès commercial. Son rôle suivant est celui d'une ancienne US Marine devenue professeur de lycée dans Esprits rebelles (1995). Le film est un succès surprise au box-office annuel. Elle doit ensuite jouer le rôle d'Eva Perón dans Evita (1996) mais abandonne ce projet après le départ d'Oliver Stone et la délocalisation de la production en Europe.
Elle partage ensuite avec Robert Redford la vedette de Personnel et confidentiel (1996), où elle joue le rôle d'une présentatrice du journal télévisé. Puis, elle joue dans la comédie romantique Un beau jour (1996) aux côtés de George Clooney. Ces deux films connaissent le succès commercial mais reçoivent des critiques plutôt négatives. Les films suivants dans lesquels l'actrice apparaît, Secrets (1997) et Aussi profond que l'océan (1999) ne rencontrent guère de succès, aussi bien commercial que critique,. Elle incarne ensuite la reine des fées Titania, un rôle secondaire dans Le Songe d'une nuit d'été (1999), adaptation d'une pièce de William Shakespeare. Puis, elle et Bruce Willis interprètent un couple en instance de divorce dans Une vie à deux (1999). Entretemps, l'actrice s'essaie également au film d'animation en assurant la voix de Séphora dans Le Prince d'Égypte (1998). En 1998 l'actrice devait initialement reprendre son rôle de Catwoman (rôle qu'elle avait tenu dans Batman : Le Défi de Tim Burton), dans un film centré sur le personnage de Catwoman - alias Selina Kyle. La société de production Warner Bros. s'était montrée intéressée, mais le scénariste John August a révélé que le film avait été refusé,.

### Retrait et seconds rôles (années 2000)

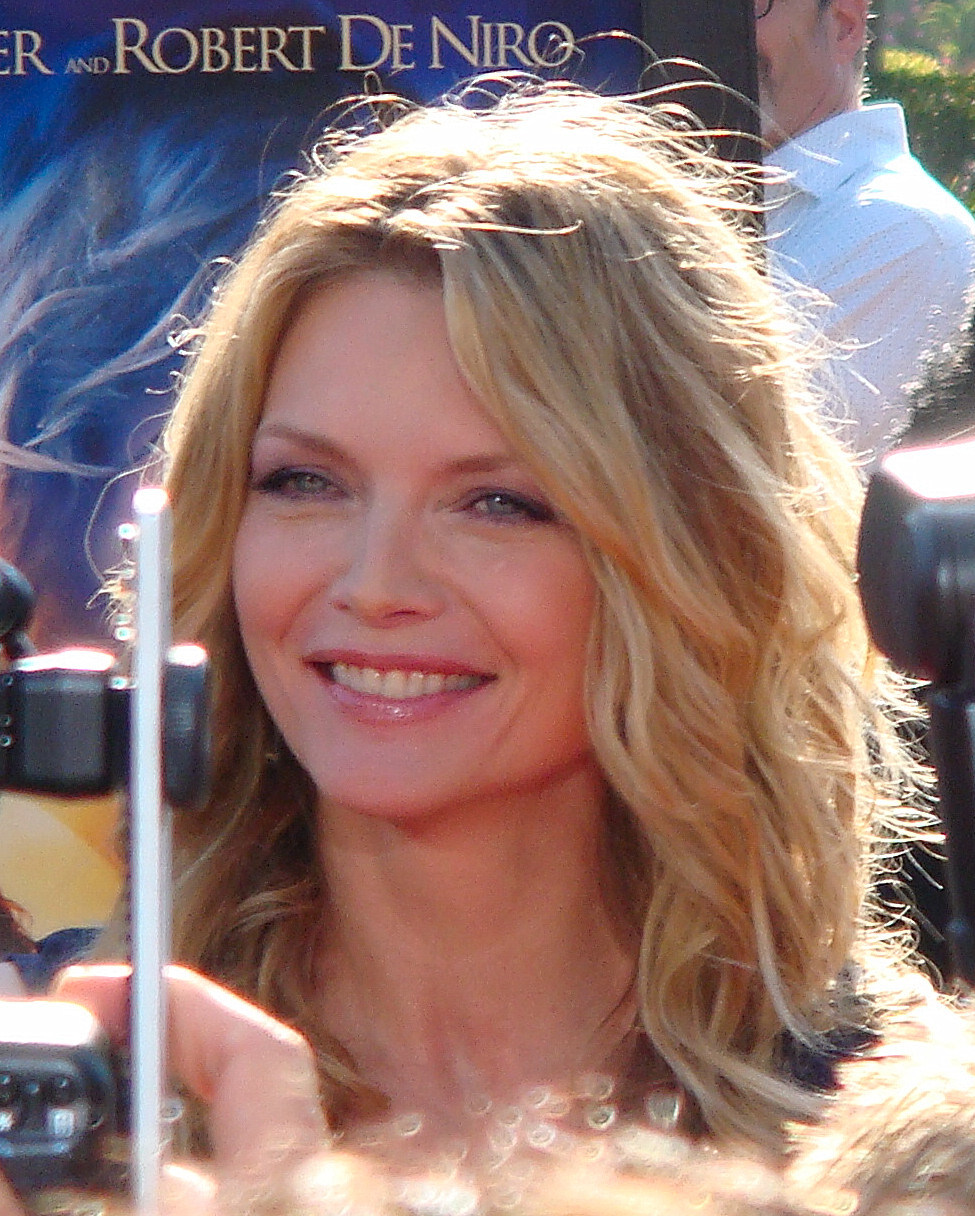
Michelle Pfeiffer à la première de Stardust à Los Angeles le 29 juillet 2007.

L'actrice renoue avec le succès en 2000 à l'occasion du thriller Apparences dont elle partage la vedette avec Harrison Ford. Le film est l'un des plus grands succès du box-office annuel. Elle joue ensuite le rôle d'une avocate au fort tempérament dans le film dramatique Sam, je suis Sam (2001). Dans Laurier blanc (2002), elle incarne une artiste condamnée à la prison à vie pour avoir tué son compagnon infidèle. Cette interprétation est largement saluée par la critique,. Elle assure la voix de la maléfique déesse Éris dans le film d'animation Sinbad : La Légende des sept mers (2003) avant de décider de mettre sa carrière entre parenthèses pour se consacrer à sa famille. Durant cette période sabbatique, elle décline notamment le rôle de la Sorcière blanche dans Le Monde de Narnia : Le Lion, la Sorcière blanche et l'Armoire magique.
Elle revient sur le devant de la scène en 2007, mais plus en tête d'affiche. Elle interprète d'abord deux rôles de méchantes. Elle joue tout d'abord le rôle d'une ancienne reine de beauté odieuse dans le film musical Hairspray, partageant notamment la vedette avec John Travolta, qui avait expressément souhaité qu'elle joue ce rôle. Le film connaît un grand succès au box-office. Elle incarne ensuite une sorcière en quête de la jeunesse éternelle dans le film de fantasy Stardust, le mystère de l'étoile, qui rencontre un honorable succès commercial et critique.
Le 6 août 2007, Michelle Pfeiffer reçoit son étoile sur le Hollywood Walk of Fame.
En 2009, elle retrouve Stephen Frears plus de vingt ans après Les Liaisons dangereuses pour le film Chéri, adaptation d'un roman de Colette. Ce projet, qui lui permet de tenter de nouveau d'être tête d'affiche, est un échec au box-office bien que l'actrice reçoive une nouvelle fois l'attention favorable de la critique,. L'actrice fait alors une nouvelle pause de deux ans.

### Retour progressif (années 2010)
Les années 2010 sont d'abord placées sous le sceau de grosses productions, mais dans lesquelles l'actrice est souvent au second plan. Ainsi, en 2011, elle fait partie de la distribution chorale glamour de la comédie romantique Happy New Year, réalisée par Garry Marshall, qui avait déjà dirigé l'actrice dans Frankie et Johnny. Le film reçoit de très mauvaises critiques mais connaît le succès commercial.
En 2012, c'est Tim Burton qu'elle retrouve, 20 ans après Batman : Le Défi, pour la comédie horrifique Dark Shadows, portée par le tandem de stars Johnny Depp et Eva Green. La même année sort plus discrètement la comédie dramatique Des gens comme nous, première réalisation du scénariste de blockbusters Alex Kurtzman, et dont les têtes d'affiches sont cette fois Chris Pine et Elizabeth Banks.
En 2013, elle fait partie du casting hollywoodien réuni par le réalisateur français Luc Besson pour sa comédie policière Malavita. L'actrice accepte le premier rôle féminin du film, afin de donner la réplique à Robert De Niro. Elle y joue la femme d'un parrain de la Mafia incarné par l'acteur italo-américain.

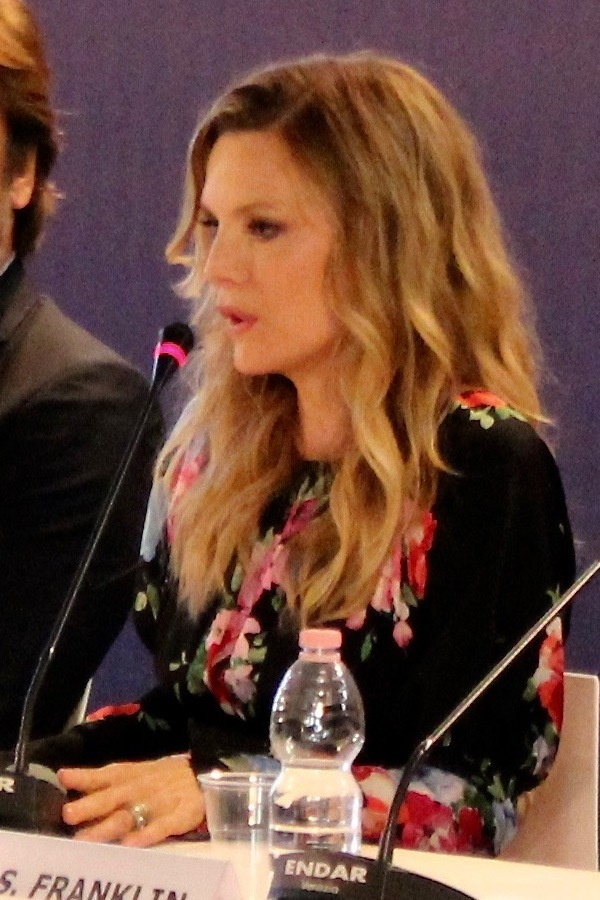
L'actrice à une conférence de presse en 2017 pour Mother! à la Mostra de Venise 2017.

L'année 2017 est particulièrement riche pour elle : en janvier, elle défend le drame indépendant Where is Kyra?, écrit et réalisé par le cinéaste nigérian Andrew Dosunmu. Ce projet lui permet de retrouver un premier rôle, secondée par Kiefer Sutherland. En mai, elle revient à la télévision, vingt ans après sa dernière apparition à l'écran, pour le téléfilm historique The Wizard of Lies, consacré à la vie de Bernard Madoff et produit par HBO. Robert De Niro joue le rôle principal, tandis que Pfeiffer interprète Ruth Madoff. Une interprétation qui lui permet de renouer avec les hauteurs de la critique, elle reçoit une nomination au Primetime Emmy Award de la meilleure actrice dans un second rôle dans une mini-série ou un téléfilm et pour le Golden Globe de la même catégorie. En octobre, elle fait partie du casting de l'attendue septième réalisation de Darren Aronofsky, Mother!, avec Jennifer Lawrence dans le rôle principal. Et enfin, en novembre, elle fait partie de la large distribution réunie par Kenneth Branagh pour son adaptation du classique d'Agatha Christie, Le Crime de l'Orient-Express.
En 2018, elle replonge dans l'univers des super-héros, 26 ans après Batman : Le Défi, et incarne une héroïne très attendue dans Ant-Man et la Guêpe. Elle prête ses traits à Janet Van Dyne, épouse de Henry « Hank » Pym (joué par Michael Douglas), plus connue sous le nom de la Guêpe. L'année suivante, elle campe, brièvement, de nouveau ce personnage pour les frères Russo dans Avengers: Endgame mais elle est surtout à l’affiche de Maléfique : Le Pouvoir du mal, suite attendue de Maléfique aux côtés d’Angelina Jolie et Elle Fanning,. En 2020, elle interprète un personnage d'une femme riche, qui quitte New York avec son fils, pour s'installer à Paris après la mort de son mari, dans le film French Exit. L'actrice a annoncé en décembre 2020 qu'elle reprendrait son rôle de Janet van Dyne dans le nouveau film Ant-Man and the Wasp: Quantumania.

## Vie privée

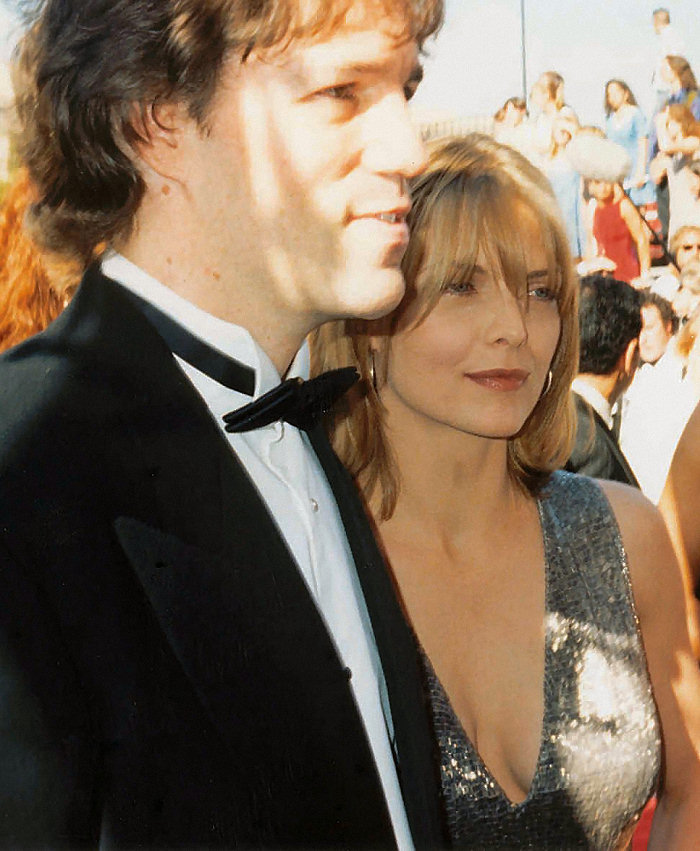
Michelle Pfeiffer et David E. Kelley aux Emmy Awards en 1994.

Alors actrice débutante, Michelle Pfeiffer fait la connaissance d'un couple qui dirige une secte basée sur la métaphysique et le végétarisme. Ce couple l'aide à résoudre ses problèmes de dépendance à l'alcool et au tabac, l'actrice leur donne en contrepartie de très importantes sommes d'argent, mais elle tombe sous leur emprise. Elle se lie alors à Peter Horton, un autre acteur novice rencontré à ses cours d'art dramatique, qui l'aide à se défaire de l'influence du couple en lui présentant d'autres personnes qui ont fait partie de sectes et ont réussi à s'en sortir. Elle restera végane.
Pfeiffer et Horton se marient à Santa Monica en 1981, et c'est pendant sa lune de miel que l'actrice apprend qu'elle a été choisie pour tenir le premier rôle féminin de Grease 2. En 1987, le couple joue ensemble dans le film à sketches Cheeseburger film sandwich. Ils se séparent en 1988 et divorcent en 1990 ; Horton mettra plus tard l'échec de leur mariage sur le compte de la trop grande importance qu'ils accordaient tous deux à leur carrière.
De 1989 à 1992, l'actrice vit une relation avec l'acteur et producteur Fisher Stevens, rencontré alors qu'ils jouaient tous deux dans la pièce La Nuit des rois. En janvier 1993, elle se lie au producteur et scénariste David E. Kelley. En mars 1993, elle adopte une petite fille, Claudia Rose, ayant entamé la procédure d'adoption avant de rencontrer Kelley. Le 13 novembre 1993 de la même année, elle se marie avec David E. Kelley. En août 1994, Pfeiffer donne naissance à un petit garçon, John Henry.
La presse a régulièrement mis en avant la beauté sublime de l'actrice tout au long de sa carrière, et particulièrement dans les années 1990. Durant cette décennie, Michelle Pfeiffer fait deux fois (1990 et 1999) la couverture du magazine People lors de son édition annuelle des 50 Most Beautiful People In The World (les 50  personnalités les plus belles du monde). Elle est la première personnalité à être apparue deux fois en couverture de ce numéro spécial et à figurer six fois dans cette liste (1990, 1991, 1992, 1993, 1996, 1999).
Michelle Pfeiffer soutient financièrement l'American Cancer Society ainsi que la Humane Society, une association de protection des animaux.
Sa fortune, partagée avec son mari David E. Kelley, est estimée à 250 millions de dollars.
Discrète à propos de sa vie privée, elle vit à Pacific Palisades, un quartier de Los Angeles.
En 2019, elle lance une collection de parfums éco-responsables.

## Filmographie
Sauf indication contraire, les informations mentionnées dans cette section peuvent être confirmées par la base de données cinématographiques IMDb,  présente dans la section « Liens externes ».

### Cinéma

#### Années 1980
- 1980 : The Hollywood Knights de Floyd Mutrux : Suzie Q
- 1980 : Falling in Love Again de Steven Paul : Sue Wellington
- 1981 : Charlie Chan and the Curse of the Dragon Queen de Clive Donner : Cordelia
- 1982 : Grease 2 de Patricia Birch : Stephanie Zinone
- 1983 : Scarface de Brian De Palma : Elvira Hancock
- 1985 : Série noire pour une nuit blanche (Into the Night) de John Landis : Diana
- 1985 : Ladyhawke, la femme de la nuit (Ladyhawke) de Richard Donner : Isabeau d'Anjou
- 1986 : Sweet Liberty d'Alan Alda : Faith Healy
- 1987 : Cheeseburger film sandwich (Amazon Women on the Moon, segment Hôpital) de John Landis : Brenda Landers
- 1987 : Les Sorcières d'Eastwick (The Witches of Eastwick) de George Miller : Sukie Ridgemont
- 1988 : Veuve mais pas trop (Married to the Mob) de Jonathan Demme : Angela de Marco
- 1988 : Tequila Sunrise de Robert Towne : Jo Ann Vallenari
- 1988 : Les Liaisons dangereuses (Dangerous Liaisons) de Stephen Frears : Mme de Tourvel
- 1989 : Susie et les Baker Boys (The Fabulous Baker Boys) de Steven Kloves : Susie Diamond

#### Années 1990
- 1990 : La Maison Russie (The Russia House) de Fred Schepisi : Katya Orlova
- 1991 : Frankie et Johnny (Frankie and Johnny) de Garry Marshall : Frankie
- 1992 : Batman : Le Défi (Batman Returns) de Tim Burton : Selina Kyle / Catwoman
- 1992 : Love Field de Jonathan Kaplan : Lurene Hallett
- 1993 : Le Temps de l'innocence (Age of Innocence) de Martin Scorsese : Ellen Olenska
- 1994 : Wolf de Mike Nichols : Laura Alden
- 1995 : Esprits rebelles (Dangerous Minds) de John N. Smith : LouAnne Johnson
- 1996 : Personnel et Confidentiel (Up Close and Personal) de Jon Avnet : Sally Atwater
- 1996 : Par amour pour Gillian (To Gillian On Her 37th Birthday) de Michael Pressman : Gillian Lewis
- 1996 : Un beau jour (One Fine Day) de Michael Hoffman : Mélanie Parker (également productrice exécutive)
- 1997 : Secrets (A Thousand Acres) de Jocelyn Moorhouse : Rose Cook Lewis (également productrice)
- 1998 : Le Prince d'Égypte (The Prince of Egypt) de Brenda Chapman, Steve Hickner et Simon Wells : Séphora (voix)
- 1999 : Aussi profond que l'océan (The Deep End of the Ocean) d'Ulu Grosbard : Beth Cappadora
- 1999 : Le Songe d'une nuit d'été (A Midsummer Night's Dream) de Michael Hoffman : Titania
- 1999 : Une vie à deux (The Story of Us) de Rob Reiner : Katie Jordan

#### Années 2000
- 2000 : Apparences (What Lies Beneath) de Robert Zemeckis : Claire Spencer
- 2001 : Sam, je suis Sam (I am Sam) de Jessie Nelson : Rita Harrison
- 2002 : Laurier blanc (White Oleander) de Peter Kosminsky : Ingrid Magnussen
- 2003 : Sinbad : La Légende des sept mers (Sinbad : Legend of the Seven Seas) de Tim Johnson et Patrick Gilmore : Éris (voix)
- 2007 : Trop jeune pour elle (I Could Never Be Your Woman) d'Amy Heckerling : Rosie
- 2007 : Hairspray (Hairspray) d'Adam Shankman : Velma von Tussle
- 2007 : Stardust, le mystère de l'étoile (Stardust) de Matthew Vaughn : Lamia
- 2009 : Personal Effects de David Hollander : Linda
- 2009 : Chéri de Stephen Frears : Léa de Lonval

#### Années 2010
- 2011 : Happy New Year (New Year's Eve) de Garry Marshall : Ingrid Withers
- 2012 : Dark Shadows de Tim Burton : Elizabeth Collins Stoddard
- 2012 : Des gens comme nous (People Like Us) d'Alex Kurtzman : Lilian
- 2013 : Malavita (The Family) de Luc Besson : Maggie Blake
- 2017 : Where Is Kyra? d'Andrew Dosunmu : Kyra Johnson
- 2017 : Mother! de Darren Aronofsky : La Femme
- 2017 : Le Crime de l'Orient-Express (Murder on the Orient Express) de Kenneth Branagh : Mrs. Harriet Hubbard / Linda Arden
- 2018 : Ant-Man et la Guêpe (Ant-Man and the Wasp) de Peyton Reed : Janet van Dyne
- 2019 : Avengers: Endgame d'Anthony et Joe Russo : Janet van Dyne (caméo sans dialogue)
- 2019 : Maléfique : Le Pouvoir du Mal (Maleficent: Mistress of Evil) de Joachim Rønning : La Reine Ingrith

#### Années 2020
- 2020 : French Exit d'Azazel Jacobs : Frances Price
- 2023 : Ant-Man et la Guêpe : Quantumania de Peyton Reed : Janet van Dyne
- date indetérminée : Turn of Mind de Gideon Raff : Amanda O'Toole (annoncé) [58]

### Télévision

#### Séries télévisées
- 1978 et 1981 : L'Île fantastique (Fantasy Island) : Athena (saison 2, épisode 10) / Deborah Dare (saison 4, épisode 11)
- 1979 : Delta House : The Bombshell (12 épisodes)
- 1979 : CHiPs : Jobina (saison 3, épisode 11)
- 1980 : Enos : Joy (saison 1, épisode 1)
- 1980 : B.A.D. Cats : Samantha Jensen (10 épisodes)
- 1985 : ABC Afterschool Special : Annie (saison 13, épisode 7 - One Too Many)
- 1987 : Tales from the Hollywood Hills: Natica Jackson (Power, Passion and Murder) (Great Performances) de Paul Bogart : Natica Jackson [59]
- 1987 : Tales from the Hollywood Hills: A Table at Ciro's (Power, Passion and Murder) (Great Performances) de Leon Ichaso [Note 1],[59]
- 1993 : Les Simpson : Mindy Simmons (voix, épisode La Dernière Tentation d'Homer)
- 1995 : Un drôle de shérif : une cliente (saison 3, épisode 11)
- 1996 : Les Muppets : elle-même (saison 1, épisode 1, "Michelle Pfeiffer")
- 2022 : The First Lady : Betty Ford

#### Téléfilms
- 1979 : The Solitary Man de John Llewellyn Moxey : Tricia
- 1981 : Un amour sans limite (Callie & Son) de Waris Hussein : Sue Lynn Bordeaux
- 1981 : Splendor in the Grass de Richard Sarafian : Ginny Stamper (remake du film La Fièvre dans le sang)
- 1981 : Pour l'amour d'un enfant (The Children Nobody Wanted) de Richard Michaels : Jennifer Williams
- 1987 : Tales from the Hollywood Hills: Natica Jackson (Power, Passion and Murder) (Great Performances) de Paul Bogart : Natica Jackson [59]
- 1987 : Tales from the Hollywood Hills: A Table at Ciro's (Power, Passion and Murder) (Great Performances) de Leon Ichaso [Note 1],[59]
- 2017 : The Wizard of Lies de Barry Levinson : Ruth Madoff

### Clip Vidéo
- 1995 : Gangsta's Paradise de Coolio et L. V. réalisé par Antoine Fuqua
- 1996 : Because You Loved Me de Céline Dion

## Distinctions
Sauf indication contraire ou complémentaire, les informations mentionnées dans cette section proviennent de la base de données IMDb.

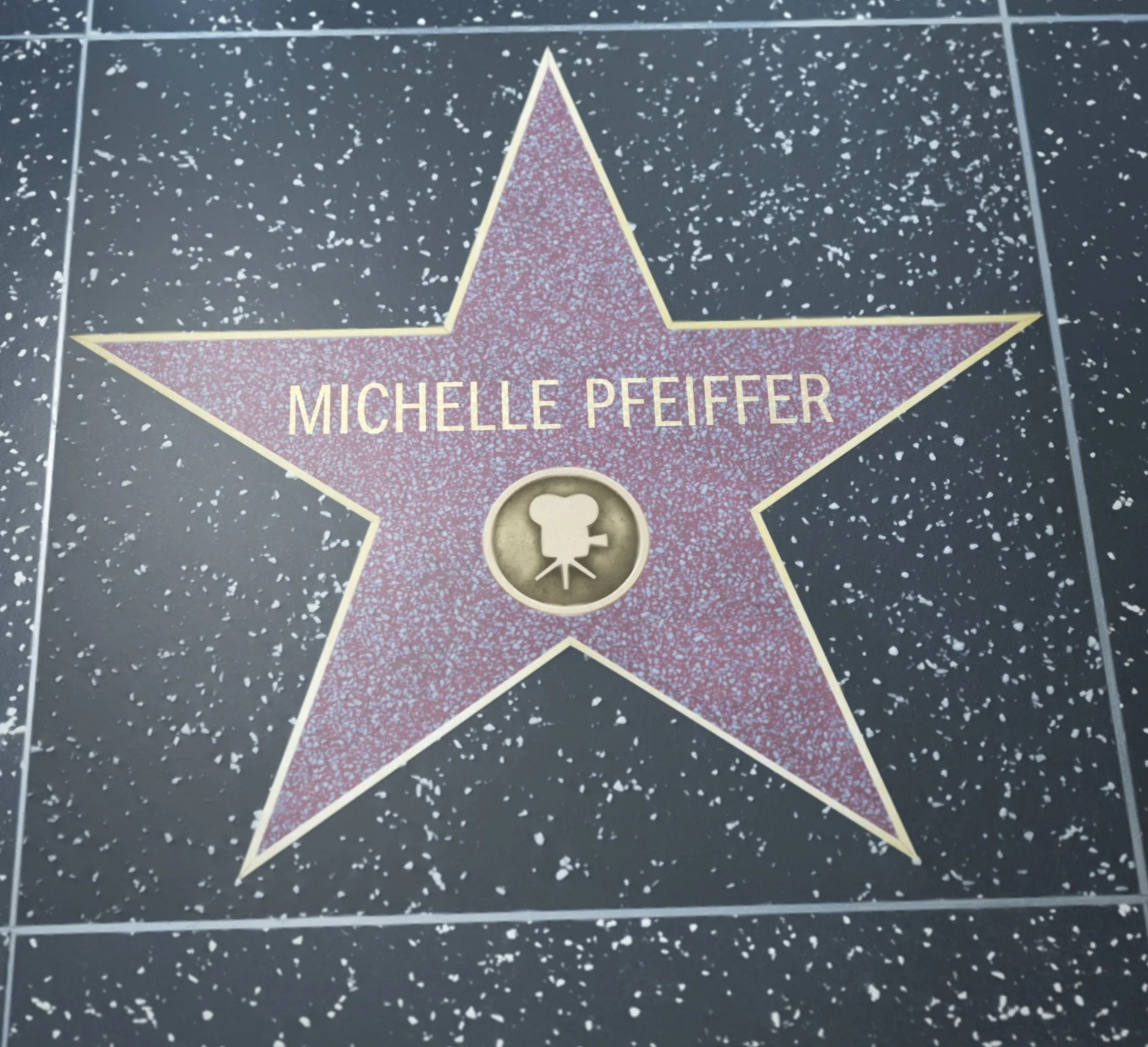
Étoile de Michelle Pfeiffer dans le Hollywood Walk of Fame.

### Récompenses
- 1982 : Bravo Otto de la meilleure actrice pour Grease 2
- Los Angeles Film Critics Association Awards 1989 : Meilleure actrice pour Susie et les Baker Boys
- National Board of Review Awards 1989 : Meilleure actrice pour Susie et les Baker Boys
- New York Film Critics Circle Awards 1989 : Meilleure actrice pour Susie et les Baker Boys
- British Academy Film Awards 1990 : Meilleure actrice dans un second rôle pour Les Liaisons dangereuses
- Chicago Film Critics Association Awards 1990 : Meilleure actrice pour Susie et les Baker Boys
- Golden Globes 1990 : Meilleure actrice pour Susie et les Baker Boys
- 1990 : National Society of Film Critics Awards de la meilleure actrice pour Susie et les Baker Boys
- Berlin International Film Festival 1993 : Lauréate du Prix Silver Berlin Bear de la meilleure actrice pour  Love Field
- Women in Film Crystal Awards 1993 : Lauréate du Prix Crystal de la meilleure actrice.
- Mostra de Venise 1993 : Lauréate du Prix Elvira Notari Prize pour Le Temps de l'innocence (Age of Innocence) partagée avec Martin Scorsese.
- 1994 : ShoWest Convention de la star féminine de l'année.
- 1995 : Hasty Pudding Theatricals de l'actrice de l'année.
- 1996 : Blockbuster Entertainment Awards de la meilleure actrice pour Esprits rebelles
- Elle Women in Hollywood Awards 1996 : Lauréate du Prix de l'icône de l'année.
- 1997 : Blockbuster Entertainment Awards de la meilleure actrice pour Un beau jour
- 1999 : Verona Love Screens Film Festival de la meilleure actrice pour Secrets partagée avec Jessica Lange et Jennifer Jason Leigh.
- 2001 : Blockbuster Entertainment Awards de la meilleure actrice dans un thriller pour Apparences
- 2002 : Kansas City Film Critics Circle Awards de la meilleure actrice dans un second rôle pour Laurier blanc
- 2002 : San Diego Film Critics Society Awards de la meilleure actrice dans un second rôle  pour Laurier blanc
- 2007 : Hollywood Film Awards de la meilleure distribution pour Hairspray partagée avec  Nikki Blonsky,  John Travolta,  Queen Latifah,  Christopher Walken,  Amanda Bynes,  James Marsden,  Brittany Snow,  Zac Efron,  Elijah Kelley et  Allison Janney.
- 2007 : Étoile dans le Hollywood Walk of Fame, au 6801 Hollywood Boulevard
- 2008 : Festival international du film de Palm Springs de la meilleure distribution pour Hairspray partagée avec Nikki Blonsky,  Amanda Bynes,  Zac Efron,  Allison Janney,  Elijah Kelley,  Queen Latifah,  James Marsden,  Brittany Snow,  John Travolta et  Christopher Walken.
- Elle Women in Hollywood Awards 2011 : Lauréate du Prix de la femme de l'année.
- CinemaCon 2012 : Lauréate du Prix Cinema Icon récompense pour l'ensemble de sa carrière.
- 2020 : Prix Écrans canadiens de la meilleure performance pour une actrice dans un rôle principal pour French Exit
- 2022 : CinEuphoria Awards (es) de la meilleure actrice pour French Exit

### Nominations
- 1983 : Young Artist Awards de la meilleure jeune actrice pour Grease 2
- Saturn Awards 1986 : Meilleure actrice pour Ladyhawke, la femme de la nuit
- Chicago Film Critics Association Awards 1989 : Meilleure actrice dans un second rôle pour Les Liaisons dangereuses
- Golden Globes 1989 : Meilleure actrice pour Veuve mais pas trop
- 1989 : National Society of Film Critics Awards de la meilleure actrice dans un second rôle pour Les Liaisons dangereuses
- Oscars 1989 : Meilleure actrice dans un second rôle pour Les Liaisons dangereuses
- 1990 : American Comedy Awards de l'actrice la plus drôle pour Susie et les Baker Boys
- Oscars 1990 : Meilleure actrice pour Susie et les Baker Boys
- British Academy Film Awards 1991 : Meilleure actrice pour Susie et les Baker Boys
- Golden Globes 1991 : Meilleure actrice pour La Maison Russie
- 1991 : People's Choice Awards de l'actrice de films préférée
- Golden Globes 1992 : Meilleure actrice pour Frankie et Johnny
- New York Film Critics Circle Awards 1992 : Meilleure actrice pour  Love Field
- Golden Globes 1993 : Meilleure actrice pour  Love Field
- 1993 : Kids' Choice Awards de la meilleure actrice dans un drame d'action pour Batman : Le Défi
- MTV Movie & TV Awards 1993 : 
  - Meilleur baiser pour Batman : Le Défi partagée avec Michael Keaton
  - Femme la plus désirable pour Batman : Le Défi
- Oscars 1993 : Meilleure actrice pour  Love Field
- 1993 : Dallas-Fort Worth Film Critics Association, DFWFCA Award de la meilleure actrice pour Le Temps de l'innocence
- 1993 : David di Donatello Awards de la meilleure actrice pour Le Temps de l'innocence
- Golden Globes 1993 : Meilleure actrice pour Le Temps de l'innocence
- Saturn Awards 1995 : Saturn Award de la meilleure actrice pour Wolf
- 1996 : Bravo Otto de la meilleure actrice pour Wolf
- Elle Women in Hollywood Awards 1996 : Lauréate du Prix Icon.
- MTV Movie & TV Awards 1996 :
  - Meilleure interprétation féminine pour Esprits rebelles
  - Femme la plus désirable pour Esprits rebelles
- 1997 : Kids' Choice Awards de la meilleure actrice pour Un beau jour
- 1999 : The Stinkers Bad Movie Awards du pire couple à l'écran pour Une vie à deux partagée avec Bruce Willis
- Saturn Awards 2001 : Meilleure actrice pour Apparences
- 2002 : Washington DC Area Film Critics Association, WAFCA Award de la meilleure actrice dans un second rôle pour Laurier blanc
- 2003 : Italian Online Movie Awards de la meilleure actrice dans un second rôle pour Laurier blanc
- Screen Actors Guild Awards 2003 : Meilleure actrice dans un second rôle pour Laurier blanc
- Saturn Awards 2008 : Meilleure actrice dans un second rôle pour Stardust, le mystère de l'étoile
- Screen Actors Guild Awards 2008 : Meilleure distribution pour Hairspray
- 20/20 Awards 2010 : Lauréate du Prix Felix de la meilleure actrice pour Susie et les Baker Boys
- 2008 : Gold Derby Awards de la meilleure distribution pour Hairspray
- Russian National Movie Awards 2008  : Lauréate du Prix Georges de la meilleure actrice.
- 2013 : People's Choice Awards de l'actrice de film iconique
- Russian National Movie Awards 2014  : Lauréate du Prix Georges de la meilleure actrice de la décennie.
- 2017 : Indiewire de la meilleure actrice dans un second rôle pourMother!
- Primetime Emmy Awards 2017 : Meilleure actrice dans un second rôle dans une mini-série ou un téléfilm pour The Wizard of Lies
- Satellite Awards 2017 : Meilleure actrice dans une mini-série ou un téléfilm pour The Wizard of Lies
- Critics' Choice Television Awards 2018 : Meilleure actrice dans un second rôle dans une mini-série ou un téléfilm pour The Wizard of Lies
- 2018 : Dorian Award de la performance de l'année par une actrice dans un second rôle pourMother!
- 2018 : Gotham Independent Film Awards de la meilleure actrice pour Where Is Kyra?
- Golden Globes 2018 : Meilleure actrice dans un second rôle dans une série, une mini-série ou un téléfilm pour The Wizard of Lies
- Golden Globes 2021 : Meilleure actrice pour French Exit

## Voix francophones
En France, Michelle Pfeiffer a d'abord été doublée par diverses comédiennes telles qu'Elisabeth Wiener dans Grease 2, Françoise Dorner dans Scarface, Béatrice Agenin dans Série noire pour une nuit blanche, Dorothée Jemma dans Ladyhawke, la femme de la nuit, Virginie Ledieu dans Tequila Sunrise, Béatrice Delfe dans Cheeseburger Film Sandwich puis Martine Irzenski dans Les Muppets. Elle a été également doublée par Maïk Darah à deux reprises dans Les Sorcières d'Eastwick et Veuve mais pas trop.
À partir de 1988, Emmanuelle Bondeville devient la voix française régulière de Michelle Pfeiffer après l'avoir doublée une première fois dans Charlie Chan et la Malédiction de la Reine-Dragon en 1981. À titre exceptionnel, Brigitte Berges et Monica Bellucci ont doublées Michelle Pfeiffer dans l'animation, la première dans Le Prince d'Egypte puis la seconde dans Sinbad : La Légende des sept mers.
Au Québec, Michelle Pfeiffer est principalement doublée par Élise Bertrand. Claudie Verdant l'a également doublée à cinq reprises.

### En France
- Emmanuelle Bondeville dans Les Liaisons dangereuses, Frankie et Johnny, Batman : Le Défi, Le Temps de l'innocence, Wolf, Esprits rebelles, Hairspray, etc.

### Au Québec
- Élise Bertrand dans Le Retour de Batman, Des gens comme nous, Hairspray, etc.